# 1811 aux États-Unis
Pour des articles plus généraux, voir Chronologie des États-Unis et 1811.
Chronologie des États-Unis
- 1807
- 1808
- 1809
- 1810
- 1811
- 1812
- 1813
- 1814
- 1815

Cette page concerne des événements d'actualité qui se sont produits durant l'année 1811 du calendrier grégorien aux États-Unis.

## Gouvernement
- Président : James Madison (Républicain-Démocrate)
- Vice-président : George Clinton (Républicain-Démocrate)
- Secrétaire d'État : Robert Smith jusqu'au 1er avril puis James Monroe (Républicain-Démocrate) à partir du 2 avril|
- Chambre des représentants - Président :  Joseph Bradley Varnum (Républicain-Démocrate) puis Henry Clay (Républicain-Démocrate) à partir du 4 novembre

## Événements
- 8 janvier : révolte de La Nouvelle-Orléans : 400 à 500 esclaves mené par Charles Deslondes dans la plantation du major Andry, près de La Nouvelle-Orléans, réprimée par l’armée américaine et la milice. Soixante-six esclaves sont tués pendant la bataille et seize autres jugés et fusillées.
- 22 mars : le Commissioners' Plan est adopté par les autorités administratives de la ville de New York.
- 24 mars : partis du port de New York le 8 septembre 1810, 33 hommes de la Pacific Fur Company, jettent l'ancre du Tonquin, un navire marchand américain, dans l'estuaire du fleuve Columbia, sur la côte Ouest, et fonde le Fort Astoria future Astoria. Ils sont passés par le sud du cap Horn et Hawaï.
- 16 mai, origine de la guerre de 1812 : la frégate américaine USS President est incendiée par le navire britannique HMS Little Belt au large de la Caroline du Nord.
- 15 juillet : le canadien David Thompson découvre la route du Pacifique par le fleuve Columbia. Il trouve à son embouche le fort Astoria, appartenant au Américains. La Compagnie du Nord-Ouest en hérite en 1812.

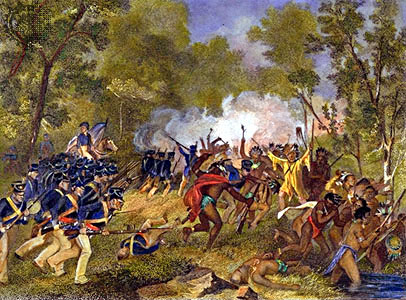
7 novembre:Bataille de Tippecanoe

- 7 novembre, Origine de la Guerre de 1812 : frontière de Détroit : Bataille de Tippecanoe : Le général Harrison inflige une défaite aux Shawnees dirigés par Tenskwatawa frère de Tecumseh à la bataille de Tippecanoe, dans la vallée de la rivière Wabash (200 morts de part et d'autre), et pille la ville indienne de Prophet's town, les Indiens ayant abandonné le combat faute de munitions. La presse américaine accusera les Britanniques d'inciter et d'armer les tribus amérindiennes.
- 16 décembre : premier des tremblements de terre de New Madrid qui frapperont le centre des États-Unis autour du fleuve Mississippi durant l'hiver 1811-1812 (dont deux autres majeurs le 23 janvier et le 6 février 1812).

## Naissances
- 6 janvier : Charles Sumner est un homme politique américain originaire du Massachusetts. († 11 mars 1874).

#### Articles généraux
- Histoire des États-Unis de 1776 à 1865
- Évolution territoriale des États-Unis

#### Articles sur l'année 1811 aux États-Unis
- Commissioners' Plan de 1811
- Séismes de 1811-1812 à New Madrid
- Bataille de Tippecanoe